# Gdov
Gdov (rus. Гдов) je ruski gradić u Pskovskoj oblast. Nalazi se na obalama rijeke Gdovke, 2 km od njena ušća u Čudsko jezero.
Broj stanovnika: 18.800 (01. siječnja 2000.)
Gdov je utemeljen u 14. stoljeću, kao ispostava koja je branila grad Pskov. 
U razdoblju 1431. – 1434., Pskovljani su sagradili ondje tvrđavu. Ostatci iste su vidljivi i dan-danas. Grad Gdov su mnogo puta napadali Švedi i Poljaci, a konačno je došao pod rusku vlast 1617. godine.
Gradski status je formalno stekao 1780. godine. 
Grb mu je odobren 28. svibnja 1781. godine.
Između 1874. i 1912. Gdov je izdavao poštanske marke za poštu od zemstva. Prva marka, vrijedna dvije kopjejke se pojavila 16. travnja 1874. godine. Proizvodnja poštanskih maraka je prestala s prvim svjetskim ratom. 
U svibnju 1919., bjelogardejci (Sjeverna vojska) predvođena generalom Rodziankom su zauzeli Gdov, sa Pskovom i Jamburgom.
Wehrmacht je 1944. razorio Gdovske crkve[neaktivna poveznica], koje se smatralo među najljepšim primjerima pskovske srednjovjeke arhitekture.
Gdovski povijesni spomenici su djelomice bili obnovljeni nakon drugog svjetskog rata.

## Poznate osobe
- Hieromartyr Benjamin, gdovski biskup
- nadbiskup Dimitrij Gdovski (također i kao Demetrius) (uhićen 1929., u dobi od 75 godina; strijeljan 1938. nakon 8 godina samice u jaroslavljskom zatvoru)

## Vanjske poveznice
- Vodič na engleskom
- Potanka arhitekturna povijest